# Aller (Spagna)
Aller (in castigliano) o Ayer (in asturiano) è un comune spagnolo situato nella comunità autonoma delle Asturie.
Il comune è suddiviso in 18 parrocchie:
- Bello
- Boo
- Cabañaquinta (capoluogo)
- Caborana
- Casomera
- Conforcos
- Cuérigo
- El Pino
- Llamas
- Moreda
- Murias
- Nembra
- Pelúgano
- Piñeres
- Santibáñez de La Fuente
- Serrapio
- Soto
- Vega